# Gryssjöån (naturreservat)
Gryssjöån är ett naturreservat i Ljusdals kommun i Gävleborgs län.
Området är naturskyddat sedan 2018 och är 83 hektar stort. Reservatet omfattar en sträcka av ån och omgivande marker. 